# 2007년 1월
| 2007년: 1월 · 2월 · 3월 · 4월 · 5월 · 6월 · 7월 · 8월 · 9월 · 10월 · 11월 · 12월 |

| <          | 2007년 1월   | 2007년 1월 | 2007년 1월 | 2007년 1월 | 2007년 1월   | >          |
| 일         | 월           | 화         | 수         | 목         | 금           | 토         |
|            | 1 11.13 을미 | 2 14 병신  | 3 15 정유  | 4 16 무술  | 5 17 기해    | 6 18 경자  |
| 7 19 신축  | 8 20 임인    | 9 21 계묘  | 10 22 갑진 | 11 23 을사 | 12 24 병오   | 13 25 정미 |
| 14 26 무신 | 15 27 기유   | 16 28 경술 | 17 29 신해 | 18 30 임자 | 19 12.1 계축 | 20 2 갑인  |
| 21 3 을묘  | 22 4 병진    | 23 5 정사  | 24 6 무오  | 25 7 기미  | 26 8 경신    | 27 9 신유  |
| 28 10 임술 | 29 11 계해   | 30 12 갑자 | 31 13 을축 |            |              |            |

| - 1월 3일 - 백남순 - 1월 5일 - 안도 모모후쿠 - 1월 10일 - 김형은 - 1월 21일 - 유니 - 1월 30일 - 시드니 셸던 편집하기 |

## 2007년1월 31일
- 마이크로소프트사의 운영 체제인 윈도우 비스타가 발매되었다.
- 쿠바에서 카스트로의 병세가 위중한 것으로 알려졌다.
- 미국의 공립학교에서 《요코 이야기》 수업이 마침내 중단되었다.

## 2007년1월 30일
- ‘김하나’라는 가명으로 지금까지 16억통의 스팸메일을 발송한 20대 두명이 경찰에 검거됐다.
- 대한민국 진실화해를위한과거사정리위원회는 박정희 대통령 집권 시절, 긴급조치 위반사건 재판에 관여한 판사들의 실명이 포함된 "긴급조치 위반사건 판결분석보고서"를 예정대로 공개한다고 밝혔다.
- 우크라이나의 외무장관 보리스 타라시크가 사임했다.
- 대전광역시와 충청남도 지역의 대표적 인터넷 신문인 디트뉴스24가 지역 인터넷 신문으로서는 전국 최초로 청와대 출입 신문사로 정식 등록되었다.

## 2007년1월 27일
- 레바논에서 대학유혈사태로 30여 명이 다치고 4명이 사망했다.
- 헝가리에서 폐사한 오리에서 AI 바이러스가 발견되었다.

## 2007년1월 24일
- 안산역 1층 남자 장애인 화장실에서 신원미상인 여성의 토막사체가 발견되었다. 1주일 정도 지난 후에 용의자는 체포되었고, 무기징역을 선고받았다.
- 대한민국에서 번역 출판된 《요코 이야기》가 판매 중지되었다.

## 2007년1월 23일
- 인혁당 재건위 사건에 대해 무죄가 선고되었다.

## 2007년1월 22일
- 새 10000권 및 1000권이 통용되기 시작했다.
- 세르비아의 총선거에서 세르비아 급진당이 승리하였지만, 과반수를 달성하지는 못했다.
- 일본 간사이 테레비에서 ‘낫토가 다이어트에 효과가 있다’고 했지만, 이 방송이 날조된 것으로 밝혀져 파문이 일었다.
- 스리랑카에서 정부군과 반군 사이에서 전투가 일어나 40명이 사망했다.

## 2007년1월 21일
- 세르비아에서 총선거가 시작되었다.
- 대한민국에서 가수 유니가 목을 매 자살했다.
- 인도네시아 북부 테르나테에서 130킬로미터 떨어진 해저에서 리히터 규모 7.3의 지진이 일어났다.

## 2007년1월 20일
- 강릉시 서쪽 27킬로미터 지점에서 리히터 규모 4.8의 지진이 일어났다. 서울, 경기, 충청, 경북 일부 지역에서도 지진이 감지되었다.
- 천안시에서 조류 인플루엔자(AI) 발병이 확인되었다.

## 2007년1월 19일
- 대한민국 국회에서 이강국 헌법재판소장 후보자 임명동의안을 의결함으로써 "전효숙 사태"으로 지속되어온 헌법재판소장 공백 사태가 127일 만에 종결되었다.
- 대한민국 서울 남부지법이 열린우리당 기간당원 11명이 열린우리당을 상대로 낸 "당헌개정 효력정지 가처분 신청"을 받아들인다고 발표함으로써 열린우리당의 비상대책위원회가 추진하려던 "기초당원제"안이 좌절되었다.
- 대한민국에서 열린 제6차 한미자유무역협정 협상이 종료되었다.
- 북서 유럽에선 시릴이라고 불리는 폭풍이 발생해서, 유럽에선 27명이 사망했다.
- 터키의 아르메니아인 학살을 비판해 온 아르메니아계 터키 언론인인 흐란트 딩크가 이스탄불에서 대낮에 10대 소년에게 총격을 받고 살해되는 사건이 발생했다.

## 2007년1월 18일
- 로보트 태권 V 복원판이 극장에서 개봉되었다.
- 세상에서 젤 잘생긴 김정훈이 태어났다

## 2007년1월 17일
- 석유 분쟁을 끝낸 러시아와 벨라루스가 이번에는 설탕 분쟁에 휘말렸다.
- 현대중공업 직원들이 나이지리아에서 무장괴한들에게 피습을 당했다.
- 일본이 패망한 이후에 한국인이 일본 소녀를 강간했다는 내용을 담은 책 요코이야기가 미국에서 교재로 채택되어 논란이 일어났다. 이 책은 대한민국에도 번역·출판되었다.

## 2007년1월 16일
- 2007년 대한민국 대통령 선거 후보로 거론되던 고건이 대통령 선거에 출마하지 않겠다는 뜻을 밝혔다.
- 대한민국 대검 중수부는 비자금을 조성하고, 회삿돈을 횡령하였으며 계열사에 손실을 끼쳐 배임을 저지른 혐의로 기소된 정몽구 현대-기아 자동차 그룹 회장에게 징역 6년을 구형했다.

## 2007년1월 15일
- 5일간의 일정으로 대한민국에서 한미자유무역협정 제6차 협상이 시작되었다.
- 대한민국 진실화해를위한과거사정리위원회는 '이중간첩 혐의로 사형당한 이수근에 관한 사건 조사에 대해 "당시 남북한 체제 경쟁으로 개인의 생명권이 박탈당한 대표적인 비인도적·반민주적 인권유린 사건"으로 결론지었다'고 밝혔다.
- 1995년 성균관대학교측의 입시 문제 오류를 지적했다가 이듬해 재임용에서 탈락한 뒤 복직을 요청하는 소송을 냈으나 재판에서 패소한 전직 교수가 석궁으로 화살을 발사해 담당 판사에게 상해를 입힌 사건이 일어났다.

## 2007년1월 13일
- 피랍되었던 한국인 근로자 9명이 납치 61시간만에 무사히 석방되었으며 모두 건강한 것으로 알려졌다.
- 경부고속도로 서울 요금소 부근에서 5중 추돌사고가 일어났다.
- 축구스타 데이비드 베컴이 레알 마드리드에서 미국 프로축구(MLS) 무대로 이적할 것이라고 알려졌다.

## 2007년1월 10일
- 아프리카 나이지리아에서 한국인 근로자 9명이 무장단체에 의해 납치됐다고 외교통상부 당국자가 밝혔다.
- 경기도 화성시에서 또 1명의 여성이 실종된 것으로 추가로 확인되어, 한달 사이에 실종된 중년 여성이 모두 3명으로 늘어났다.
- 러시아와 벨라루스의 원유분쟁이 타결되었다.
- 대한민국의 개그우먼 김형은이 심장마비로 사망하였다.

## 2007년1월 9일
- 서울시립대 김영욱 교수가 부여 능산리사지(陵山理寺址)에서 출토된 6세기 백제시대 사면목간(四面木簡)에서 가장 오래된 향찰 표기를 발견했다고 밝혔다.
- 대한민국의 노무현 대통령이 대통령 4년 연임제로 헌법을 개정할 것을 제안했다.

## 2007년1월 8일
- 롯데월드가 전면 개보수를 위해 휴장하였다.

## 2007년1월 4일
- 러시아와 벨라루스가 석유로 인해 분쟁이 발생했다.

## 2007년1월 3일
- 조선민주주의인민공화국 외무상 백남순이 사망했다고 조선중앙통신이 보도했다.
- 현대자동차의 "연말 성과급 지급 축소"에 노동조합이 반발하여 시무식 행사에서 노사가 충돌하였다.

## 2007년1월 1일
- 루마니아와 불가리아가 유럽 연합의 새로운 회원국이 되었다.
- 반기문이 유엔 사무총장이 되었다.
- 슬로베니아가 유로를 사용하기 시작했다.